# 劉公渭
劉公渭，贵州湄潭人，清朝政治人物、同進士出身。
雍正八年（1730年）庚戌科進士，三甲一百九十八名，官四川青神知縣。